# 笠田祐樹
笠田 祐樹（かさだ ゆうき、1990年（平成2年）9月3日 - ）は、シテ方観世流の能楽師である。

## 概説
笠田昭雄の長男として兵庫県神戸市に生まれる。祖父・笠田稔、父に師事する。1992年（平成4年）に素謡『隅田川』で初舞台、1993年（平成5年）に能『鞍馬天狗』で初能、2001年（平成13年）に能『花月』で初シテ、2002年（平成14年）に能『望月』にて子方を卒業、2005年（平成17年）に能『菊慈童』で初面。2013年（平成25年）に上田貴弘に内弟子入門。2022年（令和4年）に独立。啓明学院高等学校、関西学院大学社会学部卒業。高校・大学ではヨット部でセーリング競技に打ち込み、 2007年（平成19年）の全国高等学校総合体育大会で優勝、2009年（平成21年）の全日本学生選手権では団体3位となるも直後に退部、能の稽古に専念した。

## 脚註

### 註釈
1. ↑  笠田昭雄は、シテ方観世流の能楽師で、重要無形文化財総合認定保持者である[3]。
2. ↑  笠田稔は、シテ方観世流の能楽師で、重要無形文化財総合認定保持者である[4]
3. ↑  上田貴弘は、シテ方観世流の能楽師で、重要無形文化財総合認定保持者である[6]。